# Feminización de nombres de profesiones, oficios y cargos
Feminización de nombres de profesiones, oficios o cargos es una expresión que significa acción y efecto de dar forma gramatical femenina a los nombres de profesiones, oficios o cargos que no la tienen, o dar género femenino a los nombres originariamente masculinos o neutros. La Real Academia Española define así lo que llama feminización gramatical. Al mismo tiempo, esta misma institución, reconoce que existen condicionamientos de tipo histórico y sociocultural, en especial el hecho de que se trate o no de profesiones o cargos desempeñados tradicionalmente por mujeres
No debe confundirse con la feminización de textos ni con la feminización de profesiones

## Real Academia Española
La RAE de manera esquemática, publica las reglas de feminización de nombres de profesiones. Estas reglas las establece atendiendo únicamente a criterios morfológicos, no obstante reconocer que en el modo de marcar el género femenino en los sustantivos que designan profesiones, cargos, títulos o actividades, influyen tanto cuestiones puramente formales sobre la etimología, la terminación del masculino, etc, como condicionamientos de tipo histórico y sociocultural, en especial el hecho de que se trate o no de profesiones o cargos desempeñados tradicionalmente por mujeres.

### Críticas a la Real Academia

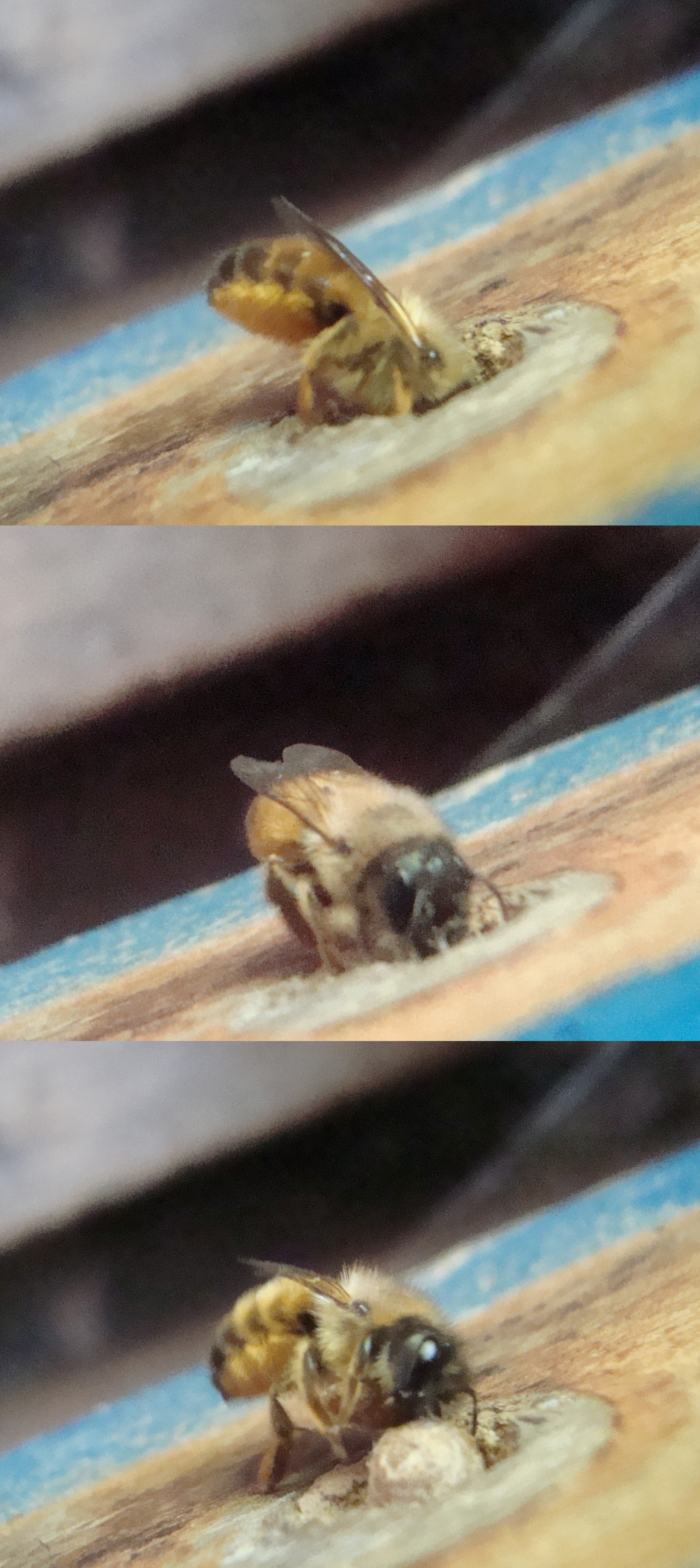
Abeja albañila. El DRAE reconoce el nombre femenino «albañila» en relación con las abejas del género Osmia. Para una mujer, en cambio, solo incluye «albañil».

Las sucesivas actualizaciones del DRAE han venido admitiendo propuestas inicialmente rechazadas. Ejemplo de ello es el criterio en el año 2001 estableció la Real Academia: debe decirse la primera ministra, y no la primera ministro ni primer ministro. Se zanjó así la polémica planteada en 1977 a la hora de referirse a Margaret Thatcher. Sin embargo, en el año 2005, si bien no dudó la RAE en decidir el nombre de la canciller, no admitió “la cancillera” quedando, como voto particular, el del académico García Yebra.
Hay oficios respecto de los que el Diccionario de la Real Academia no admite la forma femenina. Ejemplo de ello son albañila, peinetera y cachuchera. Se da la circunstancia de aceptar el término albañila respecto del nombre de un insecto que se caracteriza por construir tabiques de barro que separan las celdas de sus nidos: la abeja albañila y en cambio la mujer que ejerce ese oficio sería una albañil.
Hay otros casos en algunas personas[¿quién?] recomiendan no utilizar la denominación de un oficio en femenino, porque podría confundirse a la hipotética mujer que lo practicase con un objeto, concepto, adjetivo, etc. Ejemplo: “música” en el sentido de mujer que se dedicase a esta profesión y en el de arte que se vale de combinar los sonidos con melodía, ritmo y armonía. La Real Academia, por su parte, ya incluía la profesión de “música” en su diccionario de 1947. Sin embargo nada se dice[¿quién?] respecto al objeto “frutero” y al oficio, masculino, del mismo nombre. Tampoco hay problema con el oficio masculino sereno y el adjetivo.
Por otro lado están los nombres femeninos que no derivan del masculino pues está documentado que aparecieron antes el estado o el oficio femenino: beguina, costurera, hilandera, niñera, modista. A pesar de ello, el diccionario no recoge la entrada en femenino.
La feminización de nombres masculinos que designan profesiones, oficios, trabajos no depende solo de las reglas gramaticales pues a su aceptación es frecuente que se opongan argumentos que, en palabras de Eulalia Lledó,

de todo ello se puede colegir que cuando se dirime una cuestión que relaciona sexo, género, o género lingüístico, nunca se está hablando sólo de lengua.